# Eleccions legislatives daneses de 1966
Les eleccions legislatives daneses de 1966 se celebraren el 22 de novembre de 1966. El partit més votat foren els socialdemòcrates i formaren un govern de coalició dirigit per Jens Otto Krag.
| Partit                           | Líder                 | Vots           | %              | Escons         | +/-            |                |
| -------------------------------- | --------------------- | -------------- | -------------- | -------------- | -------------- | -------------- |
| Socialdemokratiet                | Jens Otto Krag        | 1,068,911      | 38.2           | 69             | -7             |                |
| Venstre                          | Poul Hartling         | 539,027        | 19.3           | 35             | -3             |                |
| Det Konservative Folkeparti      | Poul Clorius Sørensen | 522,028        | 18.7           | 34             | -2             |                |
| Socialistisk Folkeparti          | Aksel Larsen          | 304,437        | 10.9           | 20             | +10            |                |
| Det Radikale Venstre             | Hilmar Baunsgaard     | 203,858        | 7.3            | 13             | +3             |                |
| Liberalt Centrum (L)             |                       | 69,180         | 2.5            | 4              | Nou            |                |
| De Uafhængige (U)                |                       | 44,994         | 1.6            | 0              | -5             |                |
| Danmarks Kommunistiske Parti (K) |                       | 21,553         | 0.8            | 0              | -              |                |
| Danmarks Retsforbund (E)         |                       | 19,905         | 0.7            | 0              | -              |                |
| Participació                     | Participació          | 88,6%          | 88,6%          | 88,6%          | 88,6%          | 88,6%          |
| Font                             | Font                  | Folketinget.dk | Folketinget.dk | Folketinget.dk | Folketinget.dk | Folketinget.dk |